# Plișciîn, Șepetivka
Plișciîn (în ucraineană Пліщин) este o comună în raionul Șepetivka, regiunea Hmelnîțkîi, Ucraina, formată numai din satul de reședință.

## Demografie
Componența lingvistică a comunei Plișciîn
     Ucraineană (97%)
     Rusă (2,83%)
Conform recensământului din 2001, majoritatea populației comunei Plișciîn era vorbitoare de ucraineană (97%), existând în minoritate și vorbitori de rusă (2,83%).